# Manju Kumari
Manju Kumari (ur. 1997) – indyjska zapaśniczka walcząca w stylu wolnym. Brązowa medalistka mistrzostw Azji w 2019. Mistrzyni Igrzysk Azji Południowej w 2016. 
Trzecia na MŚ i Azji juniorów w 2017. Mistrzyni Azji U-23 w 2019 roku.